# Volksbank Brenztal
Die Volksbank Brenztal eG ist eine deutsche Genossenschaftsbank mit dem Sitz in der baden-württembergischen Stadt Giengen an der Brenz im Landkreis Heidenheim.

## Geschichte
Die Geschichte der heutigen Volksbank Brenztal eG geht zurück bis in das Jahr 1866. Am 1. Juni 1866 gründeten Giengener Bürger und Gewerbetreibende die Gewerbebank Giengen. So wurde bereits im 19. Jahrhundert der Grundstein für die spätere Volksbank Brenztal gelegt.
Die Giengener Volksbank eGmbH fusionierte 1972 mit der Genossenschaftsbank Hürben eGmbH mit dem Sitz in Hürben und anschließend im Jahr 1981 als Giengener Volksbank eG mit der Raiffeisenbank Hohenmemmingen eG mit dem Sitz in Hohenmemmingen.
Durch die Fusion der Raiffeisenbank Brenztal eG mit dem Sitz in Sontheim an der Brenz im Jahr 2008 mit der Giengener Volksbank eG entstand die heutige Volksbank Brenztal eG. Die damalige Raiffeisenbank Brenztal eG entstand im Jahr 1999 durch die Fusion der Hermaringer Bank eG mit dem Sitz in Hermaringen mit der Raiffeisenbank Sontheim eG mit dem Sitz in Sontheim an der Brenz und der Raiffeisenbank Niederstotzingen-Brenz eG mit dem Sitz in Niederstotzingen.
Die Genossenschaftsbank Niederstotzingen eGmbH mit dem Sitz in Niederstotzingen fusionierte im Jahr 1970 mit der Genossenschaftsbank Brenz eGmbH mit dem Sitz in Brenz an der Brenz zur Raiffeisen-Bank Niederstotzingen-Brenz eGmbH, der späteren Raiffeisenbank Niederstotzingen-Brenz eG, mit dem Sitz in Niederstotzingen. Zuvor fusionierte die Genossenschaftsbank Niederstotzingen eGmbH im Jahr 1962 bereits mit der Spar- und Darlehnskasse Oberstotzingen eGmbH mit dem Sitz in Oberstotzingen und der Spar- und Darlehnskasse Stetten ob Lontal eGmbH mit dem Sitz in Stetten ob Lontal.
Zuletzt fusionierte die Volksbank Brenztal eG im Jahr 2015 mit der Raiffeisenbank Heidenheimer Alb eG mit dem Sitz in Gerstetten. Diese fusionierte zuvor im Jahr 2001 mit der Raiffeisenbank Bolheim eG mit dem Sitz in Bolheim und entstand im Jahr 2000 durch die Fusion der Raiffeisenbank Dettingen am Albuch eG mit dem Sitz in Dettingen am Albuch mit der Raiffeisenbank Gussenstadt eG mit dem Sitz in Gussenstadt. Die damalige Genossenschaftsbank Dettingen am Albuch eGmbH fusionierte im Jahr 1969 mit der Genossenschaftsbank Heldenfingen eGmbH mit dem Sitz in Heldenfingen und im Folgejahr mit der Genossenschaftsbank Heuchlingen eGmbH mit dem Sitz in Heuchlingen (Gerstetten) zur Raiffeisenbank Dettingen am Albuch eGmbH, der späteren Raiffeisenbank Dettingen am Albuch eG.

## Rechtsverhältnisse
Die Volksbank Brenztal eG ist im Genossenschaftsregister beim Amtsgericht Ulm unter GnR 660051 eingetragen.

## Organisationsstruktur
Rechtsgrundlagen sind das Genossenschaftsgesetz und die durch die Vertreterversammlung beschlossene Satzung. Organe der Bank sind der Vorstand, der Aufsichtsrat und die Vertreterversammlung.

## Sicherungseinrichtung
Die Volksbank Brenztal eG ist der amtlich anerkannten Sicherungseinrichtung des Bundesverbandes der Deutschen Volksbanken und Raiffeisenbanken GmbH und der zusätzlichen freiwilligen Sicherungseinrichtung des Bundesverbandes der Deutschen Volksbanken und Raiffeisenbanken e.V. angeschlossen. Die Volksbank Brenztal eG gehört dem Baden-Württembergischen Genossenschaftsverband e.V. und darüber dem Bundesverband der Deutschen Volksbanken und Raiffeisenbanken an. 

## Geschäftsausrichtung
Die Volksbank Brenztal eG betreibt das Universalbankgeschäft. Die Bank ist Teil der genossenschaftlichen Finanzgruppe Volksbanken Raiffeisenbanken. Im Verbundgeschäft arbeitet sie mit der DZ Bank, R+V Versicherung, Bausparkasse Schwäbisch Hall, Teambank, VR Smart Finanz, DZ Hyp und der Union Investment zusammen.

## Geschäftsgebiet
Das Geschäftsgebiet liegt im Süden des Landkreises Heidenheim und im Nordwesten des Landkreises Dillingen an der Donau. Ihr Geschäftsgebiet umfasst neben Giengen an der Brenz die Räume Gerstetten, Sontheim an der Brenz, Bolheim, Hermaringen, Niederstotzingen und Syrgenstein.
An diesen Orten betreibt die Bank Filialen:
- Giengen an der Brenz (Hauptstelle, jur. Sitz + 2 SB-Geschäftsstellen)
- Niederstotzingen (Geschäftsstelle)
- Bolheim (Geschäftsstelle)
- Dettingen (Geschäftsstelle)
- Gussenstadt (Geschäftsstelle)
- Hermaringen (Geschäftsstelle)
- Sontheim an der Brenz (Geschäftsstelle)
- Syrgenstein (Geschäftsstelle)